# Vladimir Barmin
Vladimir P. Barmin (Moscou, 17 de março de 1909 — Moscou, 17 de julho de 1993) foi um engenheiro soviético, especialista na criação e desenvolvimento de bases de lançamento de mísseis e foguetes.